# Dekanat Czernichów
Dekanat Czernichów – jeden z 45 dekanatów w rzymskokatolickiej archidiecezji krakowskiej.

## Parafie
W skład dekanatu wchodzi 13 parafii:
- parafia Świętej Rodziny – Balice
- parafia Przenajświętszej Trójcy – Czernichów
- ośrodek duszpasterski MB Opatrzności – Czułów
- parafia NMP Królowej Polski – Dąbrowa Szlachecka
- parafia Miłosierdzia Bożego – Jeziorzany
- parafia Opieki Matki Bożej – Kamień
- parafia MB Różańcowej – Kaszów
- parafia św. Mikołaja – Liszki
- parafia św. Brata Alberta – Mników
- parafia św. Bartłomieja Apostoła – Morawica
- parafia MB Wspomożenia Wiernych – Nowa Wieś Szlachecka
- parafia Najświętszego Serca Pana Jezusa – Rączna
- parafia Narodzenia Najświętszej Maryi Panny – Rusocice
- parafia św. Kazimierza – Rybna

## Sąsiednie dekanaty
Babice, Bolechowice, Kraków – Bronowice, Kraków – Salwator, Krzeszowice, Skawina, Wadowice – Północ, Zator